# كاسلبيونو
كاسلبيونو، (بالإنجليزية: Casalbuono)‏، هي بلدة و(بلدية) في مقاطعة ساليرنو، في منطقة كامبانيا، بجنوب غرب إيطاليا.

## السكان
في سنة 1861 بلغ عدد السكان 2٬160 نسمة، وتطور العدد ليصل في سنة 2011 لـ 1٬211 نسمة.
يظهر هذا المخطط البياني تطور النمو السكاني لـ كاسلبيونو